# Telawi
Telawi (gruz. თელავი) – miasto we wschodniej Gruzji, stolica regionu Kachetia, ulokowane na zboczu wzgórza Ciw-Gombori na wysokości 490 m nad poziomem morza. W roku 2014 liczyło 19 629 mieszkańców. W mieście rozwinął się przemysł spożywczy oraz jedwabniczy.

## Historia
Pierwsze archeologiczne znaleziska z okolic Telawi datuje się na epokę brązu. Jedną z najwcześniejszych wzmianek pochodzi od greckiego geografa Ptolemeusza, wspomina on w drugim stuleciu naszej ery o Teledzie (w odniesieniu do Telawi).  W VIII wieku miasto stało się ważnym i dużym ośrodkiem polityczno-administracyjnym.  Interesujących informacji o Telawi dostarczył arabski geograf Al Mukadis w X wieku. Wymienia Telawi wraz z najważniejszymi miastami Kaukazu takimi jak Tbilisi, Szamkir, Gandża, Szemacha i Szyrwan. Podaje również, że mieszkańcy miasta są głównie chrześcijanami. 
Od X do XII wieku Telawi pełniło funkcje stolicy królestwa Kachetii. Podczas tak zwanej złotej ery gruzińskiego państwa przypadającej na dwunaste i trzynaste stulecie Telawi stało się jednym z najważniejszych ośrodków polityczno-gospodarczych królestwa Gruzji. Po osłabieniu królestwa przez liczne ataki w XV wieku rola miasta znacznie podupadła, straciło na politycznym znaczeniu i stało się miastem handlowym. Telawi ponownie odzyskało znaczenie polityczne w XVII wieku gdy zostało drugą stolicą (po Tbilisi) zjednoczonego królestwa wschodniej Gruzji – Kartli-Kachetii. Panowanie króla Herakliusza II okazało się bardzo korzystne dla miasta, od jego rządami miasto stało się strategicznym i kulturalnym centrum, wybudowano seminarium duchowe oraz teatr. Reformy wprowadzone przez króla znacznie podniosły standard życia poddanych. 

## Rosyjskie panowanie
W 1801 r; po włączeniu królestwa Kartli-Kachetii do Imperium Rosyjskiego Telawi utraciło status stolicy. Podczas tamtego okresu rozwinął się głównie lekki przemysł (grawerowanie, garncarstwo, produkcja wina, itd.), handel i rolnictwo. Populacja miasta pod koniec XIX wieku wynosiła około 12 tys. mieszkańców (w tym około 9000 Ormian i 2000 Gruzinów).

## Zabytki

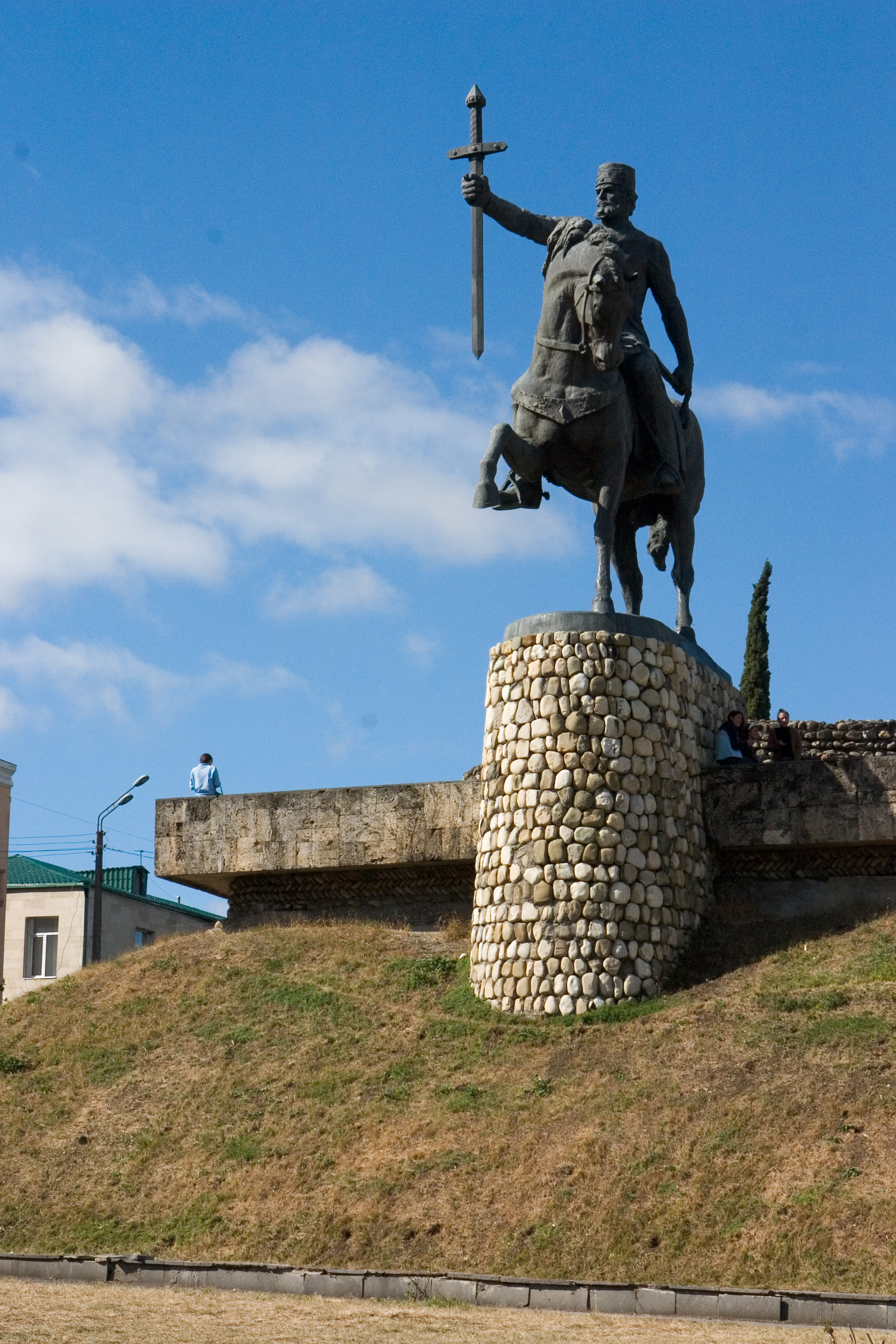
Pomnik króla Herakliusza II w centrum Telawi

Telawi i okolice są bogate w zabytki, oto lista najważniejszych zawierających się w granicach miasta: 
- Dzweligdawani (stare mury) – forteca pierwszych kachijskich królów (IX–X wiek);
- Kościół św. Maryi (XVI wiek); Kościół św. Trójcy (VI wiek);
- Forteca Batoniscyche wybudowana w XVII wieku, jedyny tak dobrze zachowany pałac królewski z epoki feudalnej w Gruzji;
- Korczibasziszwili – zamek miejscowego rodu Korczibasziszwili (XVI–XVIII wiek);
- Wachwacziszwili – zamek miejscowego rodu Wachwacziszwili (XVIII wiek).

Telawi to jedyne miasto w Gruzji, które posiada cztery zabytkowe fortyfikacje z różnych okresów czasowych. Z tego też powodu architekci, uczeni i historycy uważają Telawi za najbardziej „średniowieczne” miasto w kraju. Rośnie też w pobliżu 900-letni platan (45 m wysokości, 12,4 m obwodu). Niedaleko Telawi znajduje się wiele znaczących zabytków: katedra Alawerdi (XI wiek) – drugi pod względem wysokości budynek sakralny w Gruzji, zaraz po nowo zbudowanym kościele św. Trójcy w Tbilisi, akademia Ikalto (VIII–XII wiek) – miejsce gdzie studiował słynny pisarz Szota Rustaweli, kościół św. Jerzego (patrona Gruzji, podobno jest 365 kościołów pod takim wezwaniem), ruiny miasta i twierdzy Gremi (pierwsza stolica Kachetii), Szuamta – kompleks trzech kościołów z różnych okresów – 6., 7. i 8. stulecia ulokowany na zalesionym wzgórzu, Achali Szuamta – monastyr niedaleko Dzweli Szuamta, zbudowany w XVI wieku oraz ogród botaniczny Cinandali.

## Geografia

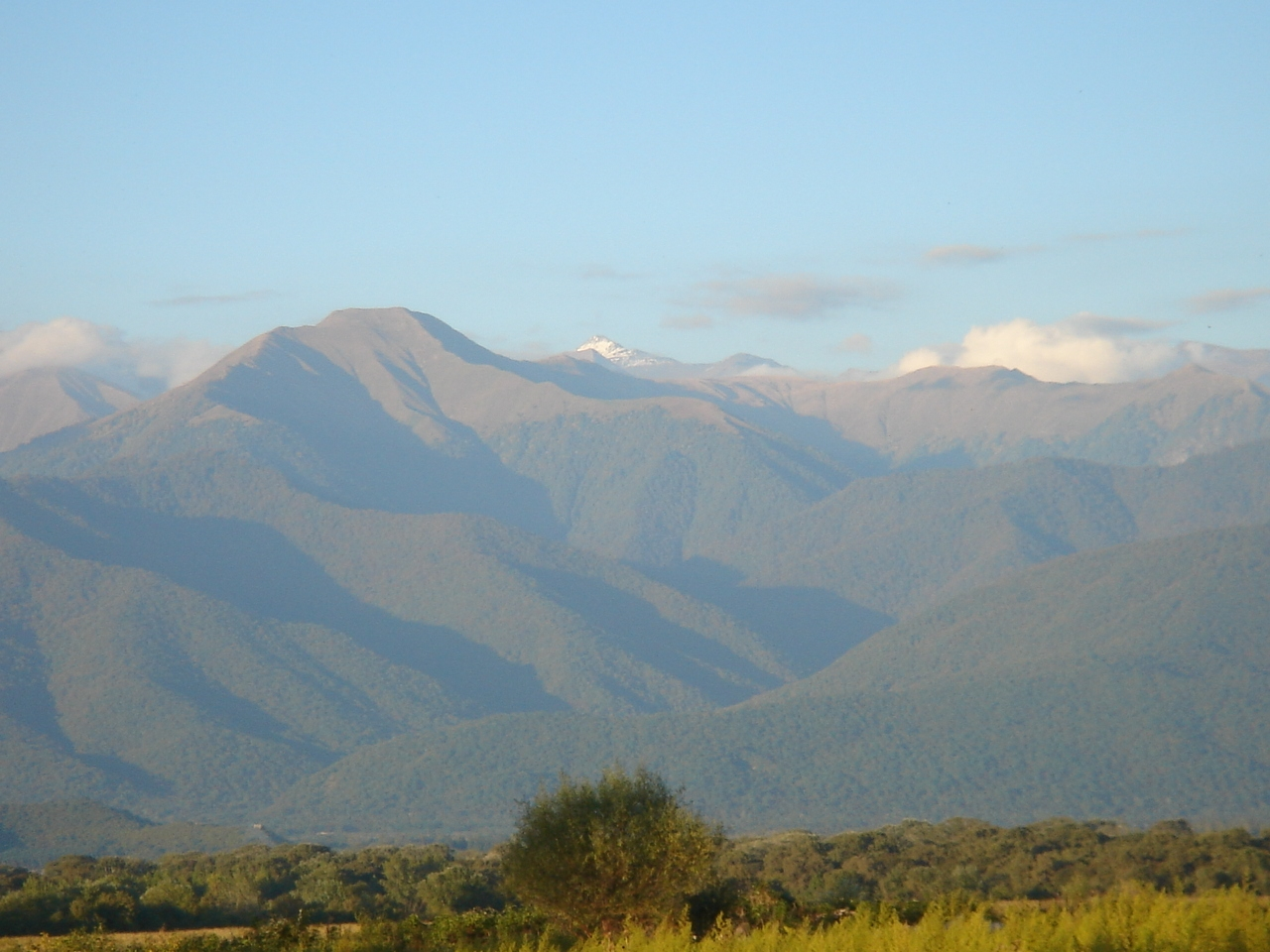
Widok na Kaukaz z Telawi

Telawi położone jest na południowym i południowo-zachodnim zboczu Ciw-Gombori, graniczy z doliną Alazani od północy i wschodu. Z większości miejsc w mieście roztacza się widok na Wysoki Kaukaz.
Aktualnie Telawi połączone jest z Tbilisi dwiema drogami. Dłuższa, ale w lepszym stanie, trasa przebiega przez obszary rolnicze Kachetii (liczy 156 km), krótsza droga wiedzie przez malowniczy łańcuch górski Gombori. Co prawda liczy 96 km, ale jest o wiele bardziej zniszczona i niebezpieczna.
Telawi jest popularnym miejscem turystycznym Gruzji.

## Sport
W mieście istnieje klub piłki nożnej, SK Telawi, uczestniczący w rozgrywkach pierwszej ligi gruzińskiej Pirweli Liga. W latach 2005–2007 w pierwszej lidze grał Kalcheti Telawi.
Rozgrywane są tutaj także międzynarodowe turnieje tenisowe kobiet, rangi ITF, pod nazwą Telavi Open, z pulą nagród 25.000 $.

## Miasta partnerskie
- Biberach an der Riß,
- Napa
- Powiat sztumski
- Zielona Góra – Polska
- Głubokoje – Bialoruś